# Il ragazzo di vetro
Il ragazzo di vetro è un romanzo di Nina N. Berberova, edito in prima edizione a Berlino nel 1936 con il titolo Čajkovskij.
Scritto durante la prima fase dell'esilio della scrittrice, transfuga dalla Russia comunista, il romanzo è ricco di accorati e vibranti ricordi della Russia di fine secolo, così vicina all'infanzia della scrittrice (Čajkovskij morì nel 1893 otto anni prima della nascita dell'autrice) e agli echi di quello scandalo legato alla morte del grande musicista, i cui riflessi arrivarono vicini alla stessa famiglia imperiale.
Il romanzo suscitò sensazione all'epoca della sua pubblicazione poiché l'autrice vi trattava in maniera esplicita il tema, per l'epoca appunto assai scabroso dell'omosessualità di Čajkovskij.
In anni successivi la scrittrice ha curato personalmente la traduzione in francese del romanzo, con una interessante prefazione che ricostruisce le fasi di raccolta delle notizie biografiche dalle persone ancora viventi negli anni 20 e 30, che avevano vissuto accanto al musicista. Gli epistolari con la cognata di Čajkovskij sono di interesse straordinario per ricostruire il quadro biografico e i vari personaggi incontrati e descritti da Berberova, tratteggiati in poche vivissime righe di schizzo, valgono da soli come l'abbozzo di un romanzo.
Da tale libro venne tratta nel 1968 la sceneggiatura del film prodotto da Warner Brothers e Sovkino dedicato alla vita del grande musicista russo.
Il libro è stato pubblicato in Italia nel 1993 nella traduzione di Riccardo Mainardi (poi ristampato nel settembre 2019.